# The Pulse of Awakening
 (juin 2025).
Albums de Sybreed
Antares
(2007) God is an Automaton
(2012)
Sorti en Europe le 16 novembre 2009, The Pulse Of Awakening est le troisième album du groupe suisse de Cyber metal Sybreed.

## Titres
| No  | Titre                                              | Durée |
| --- | -------------------------------------------------- | ----- |
| 1.  | Nomenklatura                                       | 4:44  |
| 2.  | A.E.O.N.                                           | 5:01  |
| 3.  | Doomsday Party                                     | 4:19  |
| 4.  | Human Black Box                                    | 5:10  |
| 5.  | KillJoy                                            | 4:47  |
| 6.  | I Am Ultraviolence                                 | 3:55  |
| 7.  | Electronegative                                    | 4:37  |
| 8.  | In The Cold Light                                  | 3:13  |
| 9.  | Lucifer Effect                                     | 6:33  |
| 10. | Love Like Blood                                    | 4:43  |
| 11. | Meridian A.D                                       | 6:11  |
| 12. | From Zero To Nothing                               | 9:52  |
| 13. | Flesh Doll For Sale (édition japonaise uniquement) | 5:01  |

## Musiciens
- Drop : Guitare
- Benjamin : Chant
- Burn : Basse
- Kevin : Batterie